# مالی سویینی

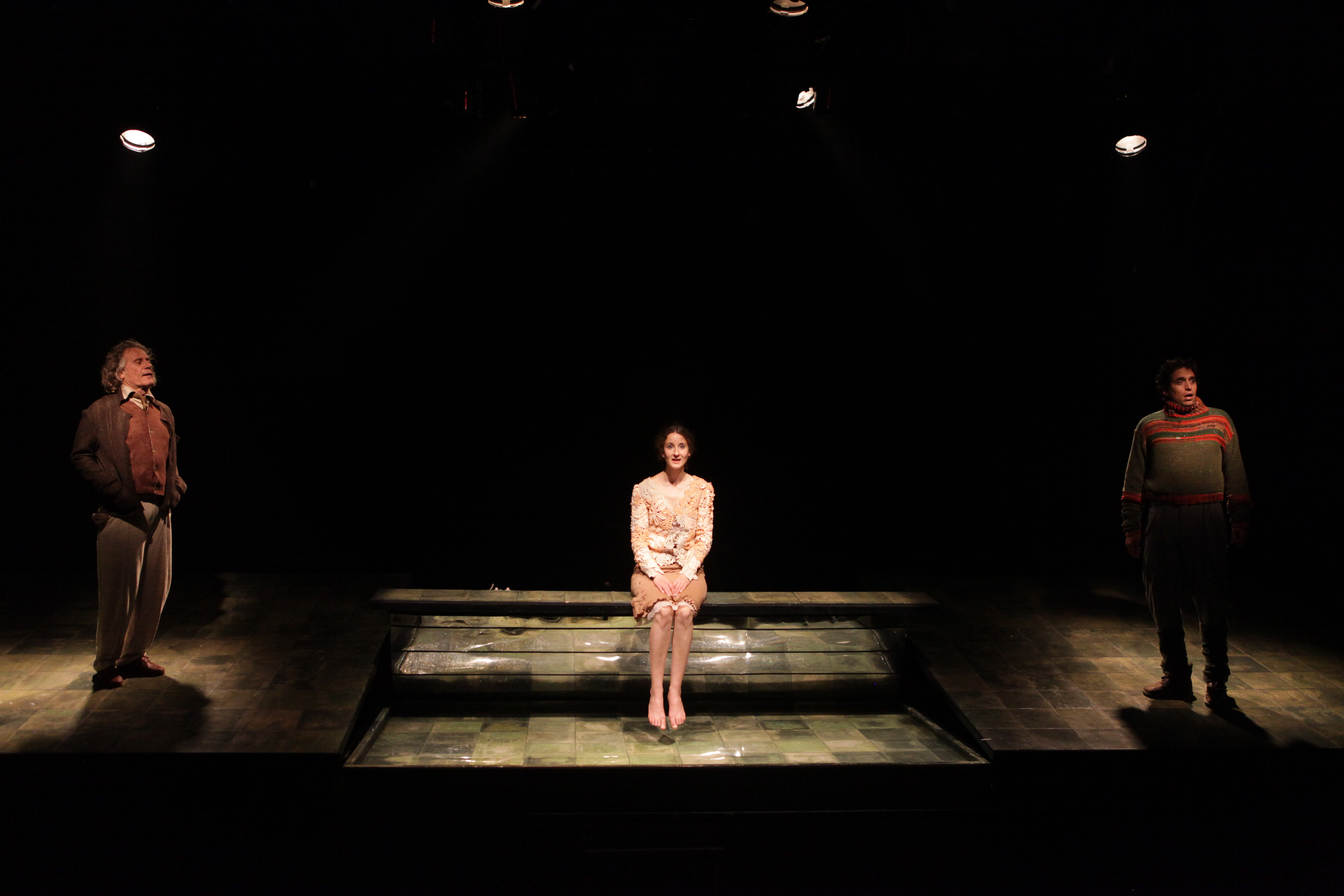
نمایش مالی سوینی در تئاتر اورشلیم خان، 2011

مالی سوینی نمایشنامه‌ای در دو پرده اثر برایان فریل است. شخصیت اصلی داستان، زنی است به نام مالی که از کودکی نابینا است. او تحت عمل جراحی قرار می‌گیرد تا بینایی خود را بازگرداند. این نمایشنامه مانند نمایشنامه دیگری از همین نویسنده به نام  داستان مالی را از طریق مونولوگ‌های سه شخصیت روایت می کند: خود مالی، همسرش فرانک، و جراحش، آقای رایس.
این نمایشنامه موفقیت قابل توجهی روی صحنه داشت، اما توجه منتقدان کمی را به خود جلب کرد، شاید به دلیل شباهت‌های سطحی آن به Faith Healer (1979)، نمایشنامه دیگری که از مجموعه‌ای از مونولوگ‌ها تشکیل شده بود که روی صحنه‌ای خالی توسط شخصیت‌هایی که هیچ تعاملی ندارند، ارائه می‌شد. این نمایشنامه درباره زنی نابینا در بالی‌بیگ است که برای خود زندگی مستقل و سرشار از دوستی‌ها و احساس رضایت ایجاد کرد و برخورد ناگوارش با دو مرد که آن را نابود می‌کنند و باعث جنون او می‌شوند: فرانک، مردی که با او ازدواج می‌کند و متقاعد می‌شود که او تنها زمانی می تواند کامل شود که بینایی‌اش بازسازی شود و آقای رایس، جراح چشم مشهوری که زمانی از مالی برای بازگرداندن حرفه خود استفاده می کند. فریل در یادداشتی در برنامه تولید 1996 برادوی می گوید که داستان تا حدودی از مقاله الیور ساکس "دیدن و ندیدن" الهام گرفته شده است.